# Eburodacrys rufispinis
Eburodacrys rufispinis är en skalbaggsart som beskrevs av Bates 1870. Eburodacrys rufispinis ingår i släktet Eburodacrys och familjen långhorningar. Inga underarter finns listade i Catalogue of Life.